# Hawk Tuah

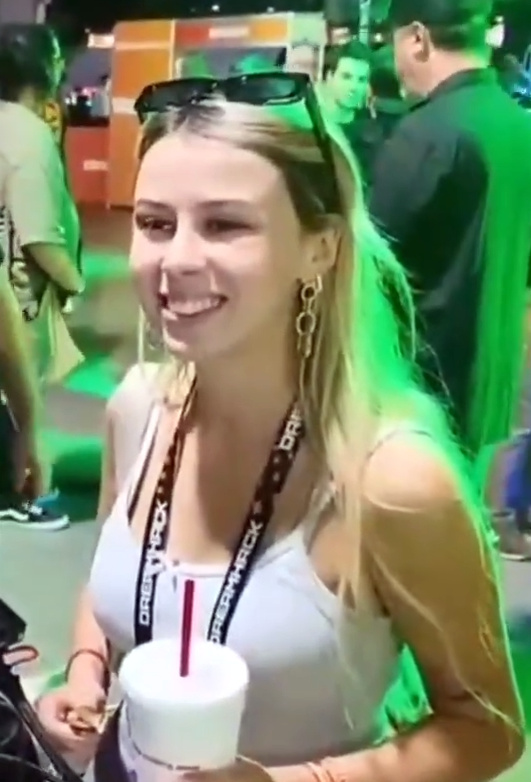
Haliey Welch (2024)

Hawk Tuah ist ein Internet-Meme, das auf ein viral gegangenes YouTube-Video aus dem Jahr 2024 zurückgeht, in dem Haliey Welch (* 13. Juli 2002 in Belfast, Tennessee) während eines Straßeninterviews den Ausspruch „Hawk Tuah“ verwendet, eine Onomatopoesie für das Hochwürgen und Spucken auf den Penis beim Oralsex.
Am 11. Juni 2024 veröffentlichte der YouTube-Kanal Tim & Dee TV ein Interview-Video mit Haliey Welch in Nashville, Tennessee. Während des Videos wurden ihr eine Reihe von Fragen zu ihren sexuellen Vorlieben gestellt, darunter: „Was ist eine Aktion im Bett, die einen Mann jedes Mal verrückt werden lässt?“ (englisch „What’s one move in bed that makes a man go crazy every time?“). Welch antwortete in einem harten Südstaaten-Akzent: „You gotta give 'em that 'hawk tuah' and spit on that thang“ („Du musst ihnen das Hawk Tuah geben und auf das Ding spucken“).
Das Video verbreitete sich schnell, ging viral und wurde auf TikTok und Instagram millionenfach aufgerufen. Zahlreiche Remixe und Remakes des Originaltons entstanden. Das Video brachte Welch den Spitznamen Hawk Tuah Girl ein und machten den Ausdruck bzw. Satz zu einem Meme. Welch, die zuvor als Mindestlohnempfängerin in einer Fabrik gearbeitet hatte, erstellte daraufhin einen Instagram-Account, erlangte Millionen Follower in den sozialen Medien und große Medienaufmerksamkeit. Sie gründete ihr eigenes Unternehmen, unter dem sie verschiedene Marken registrierte, wurde von einem Agenten vertreten und begann mit dem Verkauf von Merchandise-Artikeln, die sich auf den Satz beziehen. Außerdem wurde sie für Auftritte in der Öffentlichkeit und bei publikumswirksamen Podcasts bezahlt. Am 15. August 2024 warf Welch den zeremoniellen ersten Pitch in einem Spiel der New York Mets, und sie startete den Podcast Talk Tuah unter dem von Jake Paul mitgegründeten Medienunternehmen Betr, der sie zu einer der erfolgreichsten Podcasterinnen der USA machte.
Am 4. Dezember 2024 legte Welch das Memecoin HAWK auf. Die Marktkapitalisierung erreichte zunächst 490 Millionen Dollar und fiel noch am selben Tag auf 40 Millionen Dollar. Investoren, die dabei Geld verloren, warfen Welch und ihrem Team vor, Spekulationsgewinne abgeschöpft zu haben, was sie bestritt.